# 2006年の政治
< 2005年 | 2006年の政治 | 2007年 >
2006年の政治（2006ねんのせいじ）は、2006年（平成18年）の政治分野に関する出来事を記述する。

## 政治関係の出来事

### 1月
- 1月1日 - ロシア国営企業ガスプロムがウクライナ向けのガス供給を停止。しかしウクライナ側がそれを無視してガスを取得したため各国で大混乱となる。
- 1月14日 - 日本共産党議長・不破哲三が議長職を退任。
- 1月17日 - 衆議院国土交通委員会で、構造計算書偽造問題に関係してマンション販売会社ヒューザー社長の小嶋進を証人喚問。
- 1月18日 - 千葉県第7区選出の衆議院議員、松本和巳（自由民主党）が、元私設秘書の公職選挙法違反での有罪判決により、連座制適用で議員失職となる見込みが高まったことから、議員辞職願を河野洋平衆議院議長に提出、受理されたことにより辞職。
- 1月20日 - 第164回国会が開会。
- 1月22日 - ポルトガル共和国の大統領選挙。社会民主党（中道右派）のアニーバル・カヴァコ・シルヴァ候補が当選。第三共和政では初めて中道右派の候補が当選。
- 1月25日 - パレスチナ評議会選挙が行われた。同評議会は国会に当たり、定数132。イスラム原理主義組織ハマスが76議席の単独過半数を確保した。パレスチナ解放機構（PLO）主流派最大組織ファタハは43議席、独立パレスチナ、パレスチナ解放人民戦線（PFLP）などで13議政。投票率は、約77％であった。これにより、クレイ首相は26日、辞任を表明した。ファタハは新政府に参加しない方針である。しかし、ハマスはパレスチナの全勢力、特にファタハとの協力を追求するとして連立政府樹立の意向を示し、また、イスラエルとの関係では、イスラエルが停戦を継続するのであればその用意があることを明らかにした。
- 1月26日 - カナダ総選挙投票が行なわれ、保守党が第1党となった。
- 1月29日 - 岡山県津山市で、再開発ビルへの公金投入を不適切として市民団体により請求された中尾嘉伸市長リコールの是非を問う住民投票の結果、賛成多数により同市長は失職。3月19日に選挙が行われ、桑山博之前岡山県議会議員が当選。
- 1月31日 - 米連邦準備制度理事会のアラン・グリーンスパンが、この日をもって18年間務めた議長職を退任。後任は現理事で経済諮問委員会（CEA）委員長のベン・バーナンキ。

### 2月
- 2月12日 - 社民党が党大会。村山富市元首相、土井たか子元党首が名誉党首に就任。執行部は留任。また、前日には、自衛隊は違憲状態であると政策転換。
- 2月16日 - 民主党の永田寿康衆議院議員が衆議院予算委員会で、ライブドアの堀江貴文前社長が自身の第44回衆議院議員総選挙への立候補に伴い、自民党・武部勤幹事長の次男へ3000万円の振り込みを指示したメールが存在すると発表。
- 2月24日
  - フィリピンのグロリア・アロヨが、軍将校によるクーデター計画を理由に、同国全土に非常事態宣言。

### 3月
- 3月5日 - 鹿児島県姶良町の町長が首つり自殺。
- 3月30日 - 日歯連闇献金事件での政治資金規正法違反の罪で起訴された村岡兼造橋本派会長代理に対する判決公判が開かれ、無罪判決を言い渡した。

### 4月
- 4月4日 - タイでタクシン・シナワット首相が退陣。
- 4月7日 - 前執行部総退陣に伴い、民主党代表に小沢一郎が就任。
- 4月9日、10日 - イタリア上下両院の総選挙。中道左派政党連合のルニオーネが勝利
- 4月10日 - フランスでジャック・シラク大統領が初期雇用契約制度の導入を撤回すると発表。
- 4月23日
  - 衆議院千葉7区補欠選挙で太田和美（民主党）が当選。
  - 東広島市長選挙に、自民党・中川秀直政調会長の次男が立候補し、国政選挙並の選挙戦が繰り返されたが、無所属の蔵田義雄に敗れる。
  - 在日米軍再編が進められる中、在日米軍空母艦載機部隊の移転が検討されていた岩国市長選挙で、移転白紙撤回を主張していた井原勝介が当選。同じく市内に多くの米軍基地が存在する沖縄市の市長選挙で、革新無所属の東門美津子が当選。

### 5月
- 5月3日
  - EU、5月11日に予定していたボスニア・ヘルツェゴビナとの加盟準備交渉中止を決定。
- 5月10日 - イタリアの戦後第11代の大統領に現左翼民主党のジョルジョ・ナポリターノが選出。
- 5月18日 - チリ最高裁がアルベルト・フジモリ元ペルー大統領を保釈。
- 5月20日 - イラクでフセイン政権崩壊後、約3年ぶりに正式政府が発足。
- 5月28日 - コロンビア大統領選挙、アルバロ・ウリベが再選。

### 6月
- 6月3日 - セルビア・モンテネグロからモンテネグロが独立。セルビア・モンテネグロが実質的に解体される。
- 6月5日 - モンテネグロの独立に伴い、セルビアが主権宣言。セルビア・モンテネグロが法的にも解体される。
- 6月8日 - 西田猛自民党衆議院議員が死去。
- 6月18日 - 第164回通常国会閉会。
- 6月22日 - ウクライナで最高議会選。大統領与党われらのウクライナが惨敗。
- 6月25日から6月26日 - イタリアで憲法改革案を問う国民投票が行われたが否決。
- 6月28日 - モンテネグロが国際連合に加盟。
- 6月29日 - オランダのヤン・ペーター・バルケネンデ首相が内閣総辞職を明らかにした。

### 7月
- 7月2日
  - メキシコで大統領選挙。
  - 滋賀県知事選挙で、社民党の推薦を受けた嘉田由紀子が当選。現職の國松善次は落選。
- 7月5日 - 北朝鮮が、テポドン2号を含むミサイル7発を発射（北朝鮮によるミサイル発射実験）。
- 7月9日 - インドで核弾頭搭載可能な中距離弾道ミサイル「アグニ3」の初の発射実験を行った。
- 7月9日 - アルゼンチンのネストル・キルチネル大統領が独立190年記念式典で「われわれは国際通貨基金（IMF）にチャオ（さよなら）を告げた。」とコメント。
- 7月14日 - 国連安全保障理事会は、5日の北朝鮮のミサイル発射に対する決議案を全会一致で採決。
- 7月15日 - 第32回主要国首脳会議がサンクトペテルブルクで開幕。
- 7月28日 - ペルー大統領に、アラン・ガルシアが16年ぶりに再任。
- 7月31日 - 国連安全保障理事会、イランに対し1ヶ月以内にウラン濃縮中止を義務付け、従わない場合は経済制裁発動を警告する決議を採決。

### 8月
- 8月15日
  - 小泉首相が靖国神社を参拝。
  - 加藤紘一宅放火事件。
- 8月6日 - 長野県知事選挙で、元自民党議員で国家公安委員長だった村井仁が、3期目を目指した田中康夫を破り当選。

### 9月
- 9月15日 - 竹中平蔵総務相・郵政民営化担当相が、参議院議員辞職を表明。プロレスラー神取忍が繰り上げ当選。
- 9月19日
  - タイ軍事クーデターが勃発。米国ニューヨークを訪れていたタイ王国首相タクシンが非常事態宣言を発表するも、軍部はこれを無効とし、タイ全土に戒厳令を発布。
- 9月20日 - 自由民主党総裁選挙で安倍晋三官房長官が当選。
- 9月25日
  - 民主党が党大会。小沢一郎が正式に代表に選出され、新執行部は、渡部恒三国対委員長以外は留任。新国対委員長は高木義明。国民新党の綿貫民輔代表、社民党の福島瑞穂代表、新党日本の田中康夫代表が来賓として出席。なお、この大会後、小沢一郎が体調不良で都内の病院へ検査入院、のち10月5日に退院。
  - 自民党三役が決定。幹事長は中川秀直、政調会長は中川昭一、総務会長は丹羽雄哉。
- 9月26日
  - 安倍晋三自民党総裁が第90代内閣総理大臣に就任。
  - 第165回国会が開会。会期は12月15日まで。
- 9月27日 - 福島県･佐藤栄佐久福島県知事が汚職問題で引責辞任。
- 9月30日 - 公明党が党大会。太田昭宏が新代表に選出される。

### 10月
- 10月8日 - 安倍首相が中国、翌9日には韓国を訪問。首脳会談。
- 10月9日
  - 日本の安倍晋三首相が韓国を訪問。盧武鉉大統領と首脳会談。
  - 北朝鮮が咸鏡北道吉州郡で核実験を強行。朝鮮中央通信は成功したと発表（北朝鮮の核実験）。
- 10月22日
  - 前議員の死去に伴う衆議院神奈川16区、大阪9区補欠選挙。
  - 神奈川16区は、自民党公認・公明党推薦の新人亀井善太郎、大阪9区も自民党公認・公明党推薦の新人原田憲治が当選。
- 10月23日 - 9月27日に辞任した佐藤栄佐久前福島県知事を東京地検特捜部が収賄容疑で逮捕。
- 10月31日 - 日本政府主催のタウンミーティングで、やらせ問題が発覚。

### 11月
- 11月2日 - 和歌山県の木村良樹知事が県発注の公共工事をめぐる汚職問題で辞任表明。
- 11月7日
  - アメリカ合衆国中間選挙。民主党が上下両院で多数派奪還。
  - 共和党の敗北をめぐり、ドナルド・ラムズフェルド国防長官が辞任。
- 11月9日
  - 民主・社民・共産・国民新の野党4党は、自由民主党の中川昭一政調会長の核武装議論発言に、容認する意見を述べていた麻生太郎外相への罷免要求を提出。塩崎恭久官房長官が文書で拒否を表明。
- 11月12日 - 福島県の出直し知事選挙で、民主・社民が推薦する、佐藤雄平が当選。
- 11月14日 - 野党4党は、再び麻生外相への罷免要求を塩崎恭久官房長官へ提出。塩崎官房長官が口頭で拒否を表明。
- 11月15日
  - 衆議院教育基本法特別委員会の理事会で、与党側が15日午後のしめくくり質疑と改正案採決を表明。野党側は拒否。
  - 与党は、民主・社民・共産・国民新の野党が欠席する中、衆議院特別委員会で、教育基本法改正案を単独可決。
  - 教育基本法改正案与党単独可決で、野党4党は、今後一切の国会審議に応じない方針。
  - 山本拓農林水産副大臣が、国民新党の糸川正晃副幹事長に対し、教育基本法改正案に賛成することを見返りに、自民党への入党を持ちかけていたことが判明。これにより国民新党は、「公党への侮辱だ」として、今国会での衆参両院の一切の委員会審議に出席しないことを決定。
  - 木村良樹前和歌山県知事が大阪地検特捜部が競売入札妨害容疑で逮捕。
- 11月16日
  - 衆議院本会議で、教育基本法改正案が、自民・公明両党の賛成多数で可決。
  - 野党4党は本会議に欠席、今後の国会審議には応じない方針。
- 11月17日 - 参議院で、教育基本法改正案が審議入り。
- 11月19日
  - 沖縄県知事選挙。自民・公明が推薦した仲井眞弘多が当選。民主・社民・共産・国民新・日本が推薦した糸数慶子は敗れる。
  - 福岡市長選挙。民主が推薦した吉田宏が当選。自民・公明が推薦した現職の山崎広太郎は敗れる。
- 11月22日 - 与野党協議により、野党が国会に復帰。

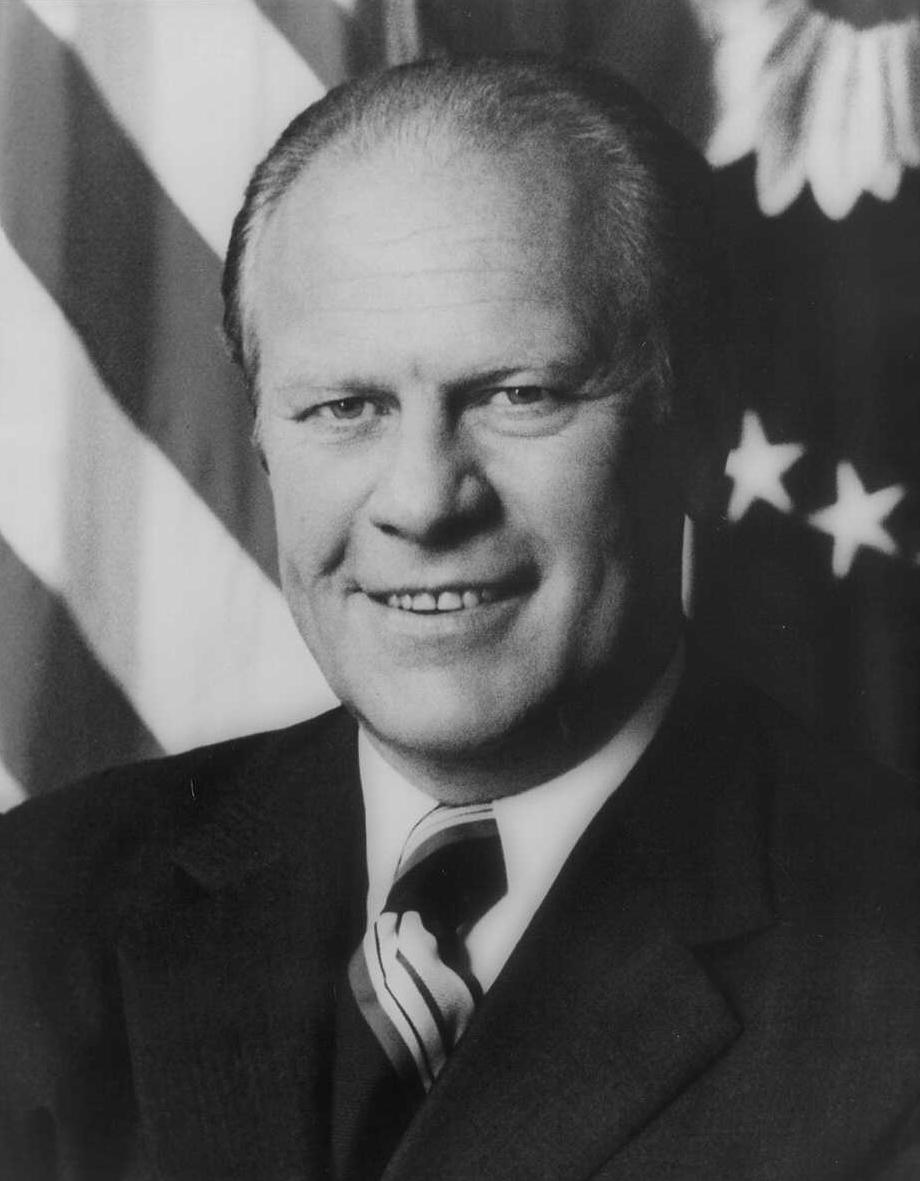
ジェラルド・フォード元大統領死去。

### 12月
- 12月1日 - 宮崎県官製談合事件関与の責任を問い宮崎県議会が安藤忠恕宮崎県知事に対する不信任決議案を全会一致で可決。
- 12月2日 - 11月15日競売入札妨害容疑で大阪地検特捜部に逮捕されていた木村良樹和歌山県知事が退職。
- 12月4日
  - 郵政民営化に反対して、自由民主党を離党した、造反議員11人が復党。
  - 安藤忠恕宮崎県知事が、不信任決議可決を受け知事を辞任。

12月8日 - 安藤前宮崎県知事を宮崎県警が競売入札妨害容疑で逮捕。
- 12月10日
  - 茨城県議会議員選挙。自民が5議席を減らし、39議席となる一方、民主が2議席を増やし、6議席を獲得。
  - 民主は、県庁所在地の水戸市選挙区で初の議席を獲得、県南地域の土浦市選挙区でも、初の議席を獲得した。
  - 水戸市・日立市の両選挙区では、民主がトップ当選。このうち水戸市選挙区では、自民現職候補の3人うち2人が、民主の新人2人に議席を奪われた。
  - 公明党は4議席。共産党は2議席を獲得。
- 12月14日 - 参議院教育基本法特別委員会で、教育基本法改正案が自民・公明両党の賛成多数で可決。野党側は反発。
- 12月15日
  - 民主・社民・共産・国民新の野党4党が、安倍内閣の内閣不信任決議案と、核武装論を容認する発言を繰り返した、麻生太郎外相の不信任決議案、伊吹文明文科相の問責決議案を提出、与党側の反対多数で否決。
  - 参議院本会議で、教育基本法改正案が自民・公明の賛成多数で可決・成立。また、防衛庁の防衛省昇格法案も可決・成立。
- 12月17日 - 前知事の辞職に伴う、和歌山県知事出直し選挙。自民・公明が推薦の仁坂吉伸が当選。
- 12月19日 - 第165回国会が閉会。
- 12月21日
  - サパルムラト・ニヤゾフ・トルクメニスタン大統領死去。
  - 政府税制調査会の本間正明会長が、公務員宿舎に家族以外の女性と同居していた問題で引責辞任。
- 12月24日 - エチオピア首相がソマリア内戦に介入を表明。
- 12月26日 - サッダーム・フセイン・イラク元大統領の死刑確定。
- 12月27日 - 佐田玄一郎行政改革担当相が実態の無い政治団体に約7800万円の使途不明金を経費として計上していたと報道されている問題の責任を取って辞任を表明。後任は渡辺喜美。
- 12月30日 - サッダーム・フセインの死刑が執行される。

## 死去
- 1月3日 - ビル・スケート（Bill Skate)、第9代パプアニューギニア首相（*1953年）
- 1月4日 - 高木正明、元自由民主党参議院議員、元北海道開発庁長官・沖縄開発庁長官（*1929年）
- 1月4日 - マクトゥーム・ビン＝ラーシド・アール＝マクトゥーム、アラブ首長国連邦首相・副大統領・ドバイ首長国首長（*1943年）
- 1月8日 - トニー・バンクス、イギリス貴族院議員、元文化・メディア・スポーツ大臣（*1943年）
- 1月15日 - ジャービル・アル＝アフマド・アッ＝サバーハ、クウェート首長（*1926年）
- 1月18日 - 田口健二、元社会民主党衆議院議員（*1930年）
- 1月19日 - 有島重武、元公明党衆議院議員（*1924年）
- 1月20日 - アンドレイ・ヨルダン、キルギス共和国首相顧問、元首相代行、副首相（*1934年）
- 1月21日 - イブラヒム・ルゴヴァ、国際連合コソボ暫定行政ミッション暫定自治政府諸機構（Provisional Institutions of Self-Government）初代大統領（*1944年）
- 1月26日 - 東家嘉幸、元自由民主党衆議院議員、第22代国土庁長官（*1927年）
- 1月27日 - ヨハネス・ラウ、ドイツ連邦共和国第8代連邦大統領（*1931年）
- 1月27日 - 二宮文造、元公明党参議院議員、元中央執行委員会副委員長（*1920年）
- 1月29日 - 鈴木市蔵、元参議院議員【日本共産党・日本共産党（日本のこえ）】（*1910年）
- 2月15日 - 孫運璿、第10代中華民国行政院長（* 1913年）
- 2月21日 - ミルコ・マルヤノヴィッチ、 セルビアセルビア元首相（* 1937年）
- 2月22日 - サイド・モハメド・ジョハル（Said Mohamed Djohar） コモロ、の元大統領（* 1918年）
- 2月28日 - 加藤六月、元衆議院議員【（自由民主党・新生党・新進党・自由党・保守党】第45代北海道開発庁長官・第11代国土庁長官、第10・20代農林水産大臣、自民党第36代政務調査会長（* 1926年）
- 3月5日 - 岡田正勝、元民社党衆議院議員（* 1922年）
- 3月9日 - ジョン・プロヒューモ、イギリス元陸軍大臣（* 1915年）
- 3月11日 - スロボダン・ミロシェヴィッチ、元ユーゴスラビア大統領、元セルビア大統領（* 1941年）
- 3月14日 - レナルト・メリ、エストニア第2代大統領（* 1929年）
- 3月15日 - ゲオルギオス・ラリス、ギリシャ元首相（* 1918年）
- 3月19日 - 坂本三十次、元自由民主党衆議院議員、第46代労働大臣、第53代内閣官房長官（* 1923年）
- 3月28日 - キャスパー・ワインバーガー、アメリカ合衆国第15代国防長官、第10代保健教育福祉長官、第20代行政管理予算局長（* 1917年）
- 4月1日 - 松平勇雄、元参議院議員【自由党・自由民主党】、第29・30代行政管理庁長官、元福島県知事（* 1907年）
- 4月11日 - 鶴園哲夫、元日本社会党参議院議員（* 1915年）
- 4月18日 - 竹田現照、元日本社会党参議院議員（* 1924年）
- 4月24日 - 榎本和平、元自由民主党衆議院議員（* 1926年）
- 4月26日 - ユヴァル・ネーマン、イスラエル元科学大臣、エネルギー省大臣（* 1925年）
- 5月4日 - 関嘉彦、元民社党参議院議員（* 1912年）
- 5月5日 - 岩田順介、元衆議院議員【日本社会党・社会民主党・旧民主党・民主党】（* 1937年）
- 5月6日 - 萱野茂、元参議院議員【日本社会党・社会民主党・民主党】（* 1926年）
- 5月6日 - 山本敬三郎、元参議院議員、元静岡県知事（* 1913年）
- 5月10日 - 松野頼三、元衆議院議員【自由党・自由民主党】、自民党第19代総務会長、第24代政務調査会長、第36代農林水産大臣、第20代防衛庁長官、第16代労働大臣、第2代総理府総務長官（* 1917年）
- 5月12日 - 亀井善之、自由民主党衆議院議員、第35-36代農林水産大臣（* 1936年）
- 5月14日 - 箕輪登、元自由民主党衆議院議員、第42代郵政大臣（* 1924年）
- 5月14日 - 菅野久光、政治家、元参議院議員【日本社会党・社会民主党・旧民主党・民主党】、第23代参議院副議長（* 1928年）
- 5月22日 - 松野幸泰、元自由民主党衆議院議員、第10代国土庁長官・第44代北海道開発庁長官、元岐阜県知事（* 1908年）
- 5月23日 - ロイド・ベンツェン、アメリカ合衆国第69代財務長官、元民主党副大統領候補（* 1921年）
- 5月27日 - ロメオ・ルカス・ガルシア、グアテマラ元大統領（* 1924年）
- 6月3日 - 倪文亜（倪文亞）、第6代中華民国立法院長（* 1902年）
- 6月5日 - 松前仰、元日本社会党衆議院議員（* 1935年）
- 6月8日 - 西田猛、衆議院議員【新進党・自由党・保守党・自由民主党】（* 1955年）
- 6月13日 - チャールズ・ホーヒー、アイルランド共和国第6代首相（* 1925年）
- 6月30日 - 山内弘、元日本社会党衆議院議員（* 1929年）
- 7月1日 - 橋本龍太郎、第82-83代内閣総理大臣（* 1937年）
- 7月2日 - 原田昇左右、元自由民主党衆議院議員、第54代建設大臣（* 1923年）
- 7月4日 - 和田耕作、元民社党衆議院議員（* 1907年）
- 7月7日 - イリヤース・アル＝ハラーウィー（Elias Hrawi）、レバノン第14代大統領（* 1926年）
- 7月13日 - 小谷輝二、元公明党衆議院議員（* 1926年）
- 7月21日 - タ・モク、元カンプチア共産党第二副書記（* 1926年）
- 8月14日 - 福井勇、元自由民主党衆議院議員、参議院議員（* 1903年）
- 8月16日 - アルフレド・ストロエスネル、パラグアイ第31代大統領（* 1912年）
- 8月21日 - 菅野壽、元社会民主党参議院議員（* 1923年）
- 8月26日 - ライナー・バルツェル、元ドイツ問題大臣、ドイツ連邦議会議長、ドイツキリスト教民主同盟元党首（* 1924年）
- 9月10日 - タウファアハウ・トゥポウ4世、トンガ国王（* 1918年）
- 9月13日 - アン・リチャーズ（Ann Richards）、アメリカ合衆国元テキサス州知事（* 1933年）
- 9月18日 - 石田幸四郎、公明党衆議院議員、第5代公明党中央執行委員会委員長、第13-14代総務庁長官（* 1930年）
- 9月21日 - 粟山明、元自由民主党衆議院議員（* 1921年）
- 10月5日 - 白鶴林、朝鮮民主主義人民共和国元人民保安相（* 1918年）
- 10月9日 - 島田琢郎、元日本社会党衆議院議員（* 1926年）
- 10月13日 - 王光美、中華人民共和国中国人民政治協商会議常務委員（* 1921年）
- 10月15日 - 檜垣徳太郎、元自由民主党参議院議員、第43代郵政大臣（* 1916年）
- 10月15日 - 松澤宥、芸術家（* 1922年）
- 10月16日 - バレンティン・パニアグア、ペルー元暫定大統領（* 1936年）
- 10月18日 - 正森成二、元日本共産党衆議院議員（* 1927年）
- 10月22日 - 藤尾正行、元自由民主党衆議院議員、第31代自民党政務調査会長、第43代労働大臣、第109代文部大臣（* 1917年）
- 10月22日 - 崔圭夏、大韓民国第10代大統領、第12代国務総理（* 1919年）
- 10月26日 - 志苫裕、政治家、元参議院議員【日本社会党、社会民主党】（* 1927年）
- 10月27日 - グラーム・イスハーク・ハーン（Ghulam Ishaq Khan）、パキスタン第7代大統領（* 1915年）
- 10月30日 - イェンス・クリスチャン・ハウゲ（Jens Christian Hauge）、ノルウェー元国防大臣、法務大臣（* 1915年）
- 10月31日 - ピーター・ウィレム・ボータ、南アフリカ共和国第6代大統領、南アフリカ共和国第9代首相（* 1916年）
- 11月5日 - ビュレント・エジェヴィト、トルコ第37・40・42・56・57代首相（* 1925年）
- 11月10日 - 柏原ヤス、元公明党参議院議員（* 1917年）
- 11月10日 - イーゴリ・セルゲーエフ、ソ連・ロシア連邦第3代国防大臣、大統領補佐官（* 1938年）
- 11月18日 - 李東元、大韓民国第12代外務部長官（* 1926年）
- 11月21日 - 田沢智治、元自由民主党参議院議員、第60代法務大臣（* 1932年）
- 11月21日 - ハッサン・グレド・アプティドン、ジブチ初代大統領、初代首相（* 1916年）
- 11月21日 - ピエール・ジュマイエル（Pierre Amine Gemayel）、レバノン産業大臣（* 1972年）
- 11月26日 - 土屋香鹿、元福岡県知事（* 1906年）
- 12月5日 - 長野士郎、元岡山県知事（* 1917年）
- 12月6日 - 阿部文男、元自由民主党衆議院議員、第53代北海道開発庁・第22代沖縄開発庁長官（* 1922年）
- 12月7日 - リュベン・ベロフ、 ブルガリアブルガリア第43代首相（* 1925年）
- 12月10日 - アウグスト・ピノチェト、チリ第30代大統領（* 1915年）
- 12月15日 - 有馬元治、元自由民主党衆議院議員（* 1920年）
- 12月17日 - 永原稔、元新自由クラブ衆議院議員（* 1921年）
- 12月18日 - 大野潔、元公明党衆議院議員、国会対策委員長、選挙対策委員長（* 1930年）
- 12月20日 - 青島幸男、元参議院議員、第13代東京都知事（* 1932年）
- 12月21日 - サパルムラト・ニヤゾフ、トルクメニスタン大統領
- 12月24日 - ボー・ミャ、カレン民族同盟元議長（* 1927年）
- 12月26日 - ジェラルド・フォード、アメリカ合衆国第38代大統領
- 12月30日 - サッダーム・フセイン、イラク元大統領、元首相